# Yoshiharu Tomonaga
Yoshiharu Tomonaga (友永 義治, Tomonaga Yoshiharu, né le 18 février 1950) est un athlète japonais, spécialiste du 400 mètres.

## Biographie
Il remporte la médaille d'or du 400 mètres lors des Jeux asiatiques de 1970 et des championnats d'Asie 1973.

### Palmarès
| Date | Compétition         | Lieu    | Résultat | Épreuve | Performance |
| ---- | ------------------- | ------- | -------- | ------- | ----------- |
| 1970 | Jeux asiatiques     | Bangkok | 1er      | 400 m   | 46 s 6      |
| 1973 | Championnats d'Asie | Manille | 1er      | 400 m   | 46 s 8      |
| 1974 | Jeux asiatiques     | Téhéran | 3e       | 400 m   | 46 s 77     |
| 1975 | Championnats d'Asie | Séoul   | 3e       | 400 m   | 47 s 30     |

### Records
| Épreuve | Performance | Lieu    | Date              |
| ------- | ----------- | ------- | ----------------- |
| 400 m   | 46 s 77     | Téhéran | 13 septembre 1974 |